# Medetera californiensis
Medetera californiensis är en tvåvingeart som beskrevs av Wheeler 1899. Medetera californiensis ingår i släktet Medetera och familjen styltflugor. Inga underarter finns listade i Catalogue of Life.